# Alberto Callejo
Alberto Callejo Román (Madrid, 8 aprile 1932 – 21 agosto 2013) è stato un calciatore spagnolo, di ruolo difensore.

## Carriera
Con l'Atlético Madrid vinse due Coppe di Spagna (1959-60, 1960-61), una Coppa delle Coppe (1961-62) e una Coppa Eva Duarte.